# Rue Oblin
La rue Oblin est une ancienne voie du 1er arrondissement de Paris (ancien 4e arrondissement). Originellement impasse menant à l'hôtel de Soissons (construit à la fin du XVIe siècle), elle est prolongée jusqu'à la halle au blé (actuelle bourse de commerce de Paris) au XVIIIe siècle. Elle est démolie et supprimée vers 1934 pour la construction du pavillon no 1 des Halles centrales.

## Situation
Longue de 46 m, la rue commençait rue de Viarmes (nos 22 et 37) et finissait rue Coquillière (nos 1 et 3). Elle se trouvait dans le prolongement de la rue du Jour.
Jusqu'à la réorganisation de 1859, elle était située dans l'ancien 4e arrondissement, quartier de la Banque, puis dans le 1er arrondissement, quartier des Halles.

## Origine du nom
La rue est nommée d'après François-Bernard Oblin et Charles Oblin, acquéreurs de plusieurs terrains provenant de l'hôtel de Soissons, sur lesquels ils firent construire des bâtiments. 

## Historique

### La rue d'Orléans
À l'origine, la rue Oblin était une section de la rue de Nesle qui reliait la rue Saint-Honoré au parvis de l'église Saint-Eustache en longeant l'hôtel de Nesle. La voie est dénommée rue de Bohême quand Jean de Luxembourg, roi de Bohême, fait l'acquisition de l'hôtel de Nesle. Elle est renommée rue d'Orléans-Saint-Honoré quand l'hôtel passe dans les mains de Louis de France, duc d'Orléans.

### L'impasse de l'hôtel de Soissons
En 1577, la propriété de l'ancien hôtel de Nesle (alors couvent des Filles-Pénitentes) et celle de l'ancien hôtel d'Albret sont réunies pour construire  l'hôtel de la Reine, renommée au début du XVIIe siècle hôtel de Soissons. La rue d'Orléans est alors supprimée au nord de la rue des Deux-Écus (actuelle rue Berger). Une impasse subsiste toutefois entre la rue Coquillière et cet hôtel.
Deux contrats, l'un du 11 octobre 1635, l'autre du 26 octobre 1636, la désignent sous le nom de rue Bouchée, ou cul-de-sac de la rue de l'Hôtel-de-Soissons. On la trouve aussi dénommée cul-de-sac de Carignan, du nom de la maison de Savoie-Carignan, derniers propriétaires de l'hôtel de Soissons. 

### La création de la rue Oblin
Par lettres-patentes du mois d'août 1755, l'hôtel de Soissons est acquis par les prévôts des marchands et échevins. Ils font construire la halle au blé (actuelle bourse de commerce de Paris) et percer plusieurs rues. La rue Oblin est alors prolongée en avril 1765 jusqu'à la rue Viarmes nouvellement créée.

Évolution de la rue d'Orléans de 1230 à 1763
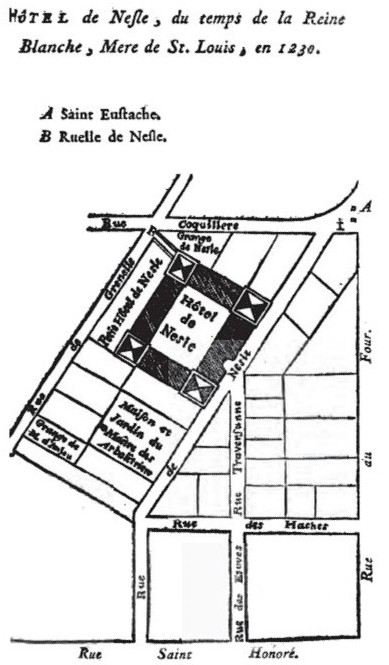
1230 - Hôtel de Nesle.
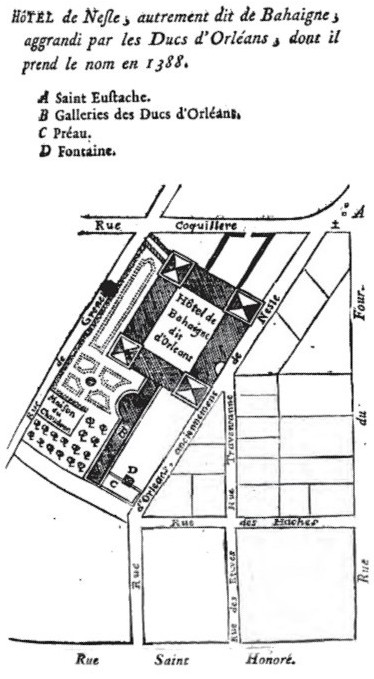
1388 - Hôtel de Bahaigne/d'Orléans.
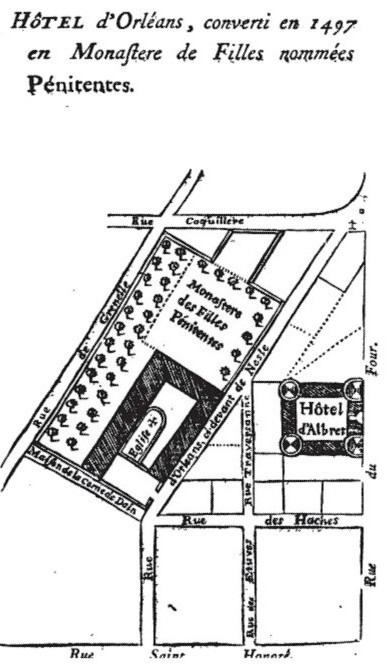
1497 - Monastère des Filles-Pénitentes/Hôtel d'Albert.
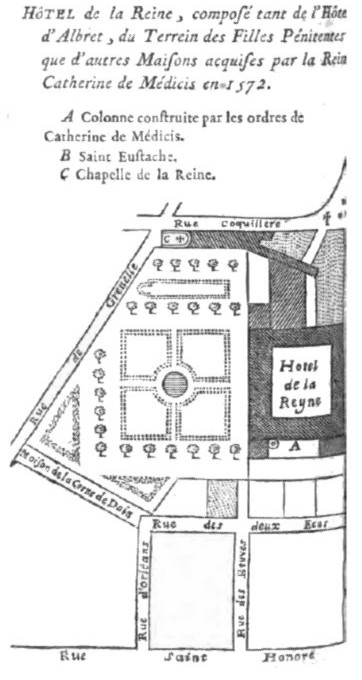
1572 - Hôtel de la Reine.
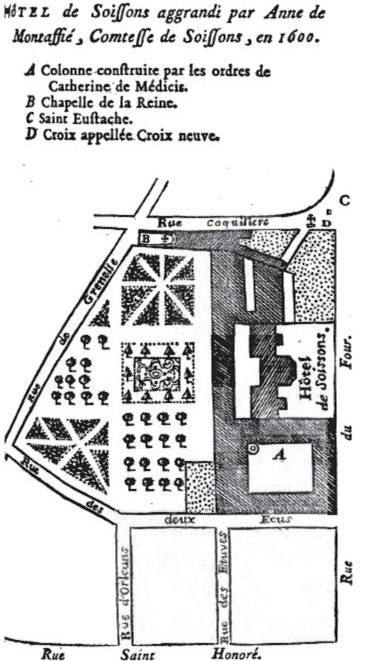
1600 - Hôtel de Soissons.
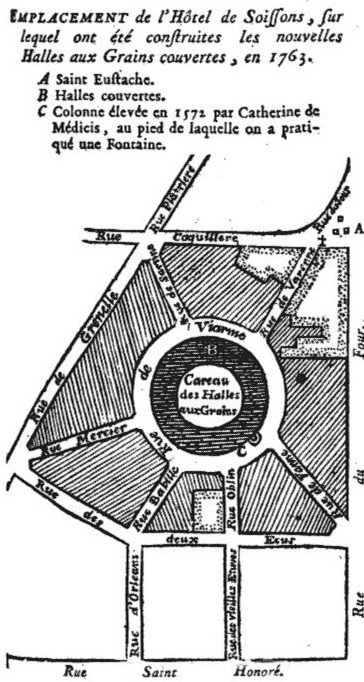
1763 - Halles aux Grains (avec confusion entre la rue de Varenne.

La largeur de cette voie publique est alors fixée à 24 pieds. Cette largeur est maintenue par une décision ministérielle du 9 germinal an XIII (30 mars 1805), signée par Jean-Baptiste Nompère de Champagny. Les maisons qui ne sont pas dans l'alignement du côté est de la rue étaient antérieures à 1765.
En 1849, la largeur de la voie est fixée à 7,80 mètres.

### La suppression de la rue Oblin
Un décret de 1860 prévoit l'extension du périmètre des halles centrales de Paris « au moyen de l’établissement de deux nouveaux pavillons qui seront construits sur l'emplacement de l'îlot de maisons situé entre les rues du Four et de Viarmes et des rues de Vannes et Oblin à supprimer ». 
Mais ce décret n'est pas immédiatement mis à exécution. Un arrêté préfectoral du 27 septembre 1930 déclare les immeubles de la rue Vannes et de la rue Oblin cessibles et ils sont démolis en 1934. Le pavillon no 1 est construit à l'emplacement de la rue Oblin. Il est, lui-même détruit dans les années 1970 et l'actuel jardin Nelson-Mandela est aménagé à son emplacement.